# Salve Regina

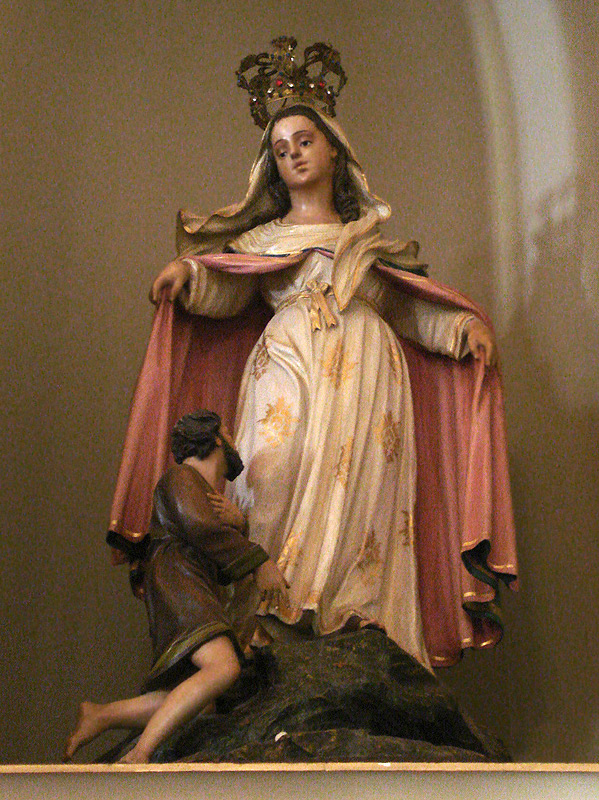
Jungfru Maria.

Salve Regina, latin "Var hälsad, drottning", är en av fyra Maria-antifoner. Som författare och kompositör till Salve Regina brukar anses Hermanus Contractus (1013–1054). Texten blev snabbt populär och återanvändes i flera verk.

## Senare kompositioner
Bland "modernare" tonsättningar kan nämnas verk med samma namn av Alessandro Scarlatti, Domenico Scarlatti och Giovanni Battista Pergolesi.

## Latinsk text
Salve, Regina, Mater misericordiae,
vita, dulcedo, et spes nostra, salve!
Ad te clamamus, exsules filii Hevae,
ad te suspiramus, gementes et flentes
in hac lacrimarum valle.
Eia, ergo, advocata nostra, illos tuos
misericordes oculos ad nos converte;
et Iesum, benedictum fructum ventris tui,
nobis post hoc exilium ostende.
O clemens, O pia, O dulcis Virgo Maria.

## Svensk översättning, Martin Pender 2006[1]
Var hälsad, du himmelens drottning,
barmhärtighetens moder, du vårt liv,
vår salighet och vårt hopp.
Till dig ropar vi, Evas förvisade barn.
Till dig riktar vi vår sorg då vi
gråter och sörjer i denna tårarnas dal.
Vänd därför din blida åsyn
till oss, du som för vår talan.
Och när vår landsflykt når sitt slut,
låt oss då skåda Jesus, din välsignade livsfrukt.
O kära, o milda, o ljuva jungfru Maria.

## Svensk översättning, Olov Hartman 1973
Himlarnas Drottning, moder till all barmhärtighet,
moder till livet, hoppet, hjärtats glädje.
Kvalda vi ropar, Evas förskingrade söner.
Här är tåredalen med suckar och klagan,
och långt är till Paradiset.
I din himmel bed med oss på Jorden.
Låt oss se ditt ansiktes ljus som ger oss frid i ångestnatten.
Maria, högt benådad. När vår landsflykt ändas,
låt oss då skåda Jesus som Du gav oss.
O ringhet, o höghet, o Guds moder, jungfru Maria.

## Svensk översättning, katolska Cecilia 1945
Hell dig, o drottning, barmhärtighetens moder,
vårt liv, vår fröjd, vårt hopp, Hell dig!
Till dig ropa vi, Evas landsflyktiga barn,
till dig sucka vi, sörjande och gråtande,
i denna tårarnas dal.
Vänd därföre, du vår förespråkerska,
vänd dina ömma blickar till oss
och efter denna landsflykt
visa oss Jesus, din välsignade livsfrukt!
O milda, o hulda, o ljuva jungfru Maria!